# Joe O'Donnell
Joseph Roger O'Donnell (7 de mayo de 1922 – 9 de agosto de 2007) fue un documentalista, fotoperiodista y fotógrafo estadounidense de la Agencia de Información de los Estados Unidos .

## Historia
Nacido en Johnstown, Pensilvania, su trabajo más famoso fue fotografiar las consecuencias inmediatas de las explosiones de bombas atómicas en Nagasaki e Hiroshima, Japón, en 1945 y 1946 como fotógrafo de la Marina. Una de sus obras más populares es " El niño de pie junto al crematorio ".

## Controversias
Tras la impresión de su obituario en la prensa, surgió una controversia. Algunas de las fotografías que se habían atribuido a O'Donnell en realidad habían sido tomadas por otros fotógrafos. Por ejemplo, una fotografía de John F. Kennedy Jr. saludando durante el funeral de su padre en 1963 fue capturada por Stan Stearns para United Press International, no por O'Donnell. Asimismo, O'Donnell se adjudicó el mérito de una imagen que mostraba a Stalin, Roosevelt y Churchill durante una reunión en Teherán, Irán, en 1943, pero no se tiene constancia de que O'Donnell estuviera presente en Teherán en ese momento.
El hijo de O'Donnell, atribuye algunos de los casos en que su padre se atribuye el mérito del trabajo de otros al inicio de la demencia en la década de 1990.